# Влюбен във вятъра
Влюбен във вятъра е частен замък, туристическа атракция, собственост на Георги Тумпалов. Намира се на 2 km западно от град Созопол, до село Равадиново.
„Влюбен във вятъра“ носи своята историческа обосновка. Според директора на НИМ Божидар Димитров, през 1366 г., след като е превзел Созопол, италианският граф Амадей Савойски /Amedeo VI di Savoia, il Conte Verde/, известен като Зеленият граф заради зелените доспехи и дрехи които е носил, е започнал да строи замък в района. Не се знае точно къде графът е положил основите на своя замък, бил ли е довършен и как е изглеждал.
Строителството на замъка започва през 1996 г. Замъкът е разположен върху площ от 20 дка. В строителството му са вложени 20 000 тона мраморизиран варовик, изкопан от Странджа планина. Покривът на сградата има формата на православен кръст. Замъкът е украсен с мед и месинг, стените му са обрасли в бръшлян. Специално внимание е обърнато на детайлите.
Сградата на замъка е обградена от парк с фонтани, водопади, езеро с лебеди, мостове, арки, колони и статуи. Към замъка има параклис, винарна, картинна галерия, зала за игри и забавления, конюшня и зоопарк.
„Влюбен във вятъра“ е построен в приказен стил. През 2013 г. филмова компания от Холивуд го използва за естествен декор и заснема тук последната филмова версия на приказката „Спящата красавица“.
Замъкът продължава да се достроява. През 2016 г. в парка му е монтирано копие на римския фонтан ди Треви.

## Награди и номинации
- Златен и сребърен приз в конкурса за архитектура и дизайн „A’ Design Award“ [2]
- Четвърто място в класацията на European Best Destinations[3]
- Първа награда за „Иновации в туризма“ на VIP Business Awards
- От 2016 г. Замъкът е член на Skål International Sustainable Tourism Awards[4]
- Номинации в две от категориите на онлайн класацията World Best Destinations – 2017 г. /Най-добри световни дестинации/ – „Най-добро място за сватба“ и „Мистериозни места“[5]
- Номинации в две от категориите на онлайн класацията World Best Destinations – Най-добри световни дестинации – „Най-добро място за сватба“ и „Мистериозни места“[6]